# Szklarnia (powiat mrągowski)
Szklarnia – wieś w Polsce położona w województwie warmińsko-mazurskim, w powiecie mrągowskim, w gminie Piecki.
W latach 1975–1998 miejscowość położona była w województwie olsztyńskim.
Leży nad jeziorem Krzywy Róg.